# آرثر هيرمان بريمر
 آرثر هيرمان بريمر (من مواليد 21 أغسطس 1950) قام بمحاولة اغتيال المرشح الديمقراطي لرئاسة الولايات المتحدة الأمريكية جورج والاس 15 مايو 1972 في لوريل بماريلاند حيث أصيب بالشلل مدى الحياة. أدين وحكم عليه بالسجن 63 سنة (53 سنة بعد الاستئناف) لإطلاقه النار على والاس وثلاثة من المتفرجين.
بعد 35 عاما من السجن، أفرج عن بريمر 9 نوفمبر 2007.